# Lujiawu (köpinghuvudort i Kina, Zhejiang Sheng, lat 29,01, long 118,25)
Lujiawu (kinesiska: 桐村, 鲁家坞, 桐村镇) är en köpinghuvudort i Kina. Den ligger i provinsen Zhejiang, i den östra delen av landet, omkring 230 kilometer sydväst om provinshuvudstaden Hangzhou. Antalet invånare är 10 323. Befolkningen består av 5 380 kvinnor och 4 943 män. Barn under 15 år utgör 23,0 %, vuxna 15-64 år 61 %, och äldre över 65 år 14,0 %.
Runt Lujiawu är det tätbefolkat, med 286 invånare per kvadratkilometer. Närmaste större samhälle är Huabu, 9,7 km öster om Lujiawu. I omgivningarna runt Lujiawu växer i huvudsak blandskog.
Genomsnittlig årsnederbörd är 2 636 millimeter. Den regnigaste månaden är juni, med i genomsnitt 506 mm nederbörd, och den torraste är oktober, med 38 mm nederbörd.